# Koszuty-Huby
Koszuty-Huby – część wsi Koszuty w Polsce, położona w województwie wielkopolskim, w powiecie średzkim, w gminie Środa Wielkopolska. Wchodzi w skład sołectwa Koszuty.
W latach 1975–1998 Koszuty-Huby administracyjnie należał do województwa poznańskiego.